# Cinnamomum sericans
Cinnamomum sericans är en lagerväxtart som beskrevs av Henry Fletcher Hance. Cinnamomum sericans ingår i släktet Cinnamomum och familjen lagerväxter. Inga underarter finns listade i Catalogue of Life.